# Aleuron iphis
Aleuron iphis är en fjärilsart som beskrevs av Walker 1856. Aleuron iphis ingår i släktet Aleuron och familjen svärmare. Inga underarter finns listade i Catalogue of Life.

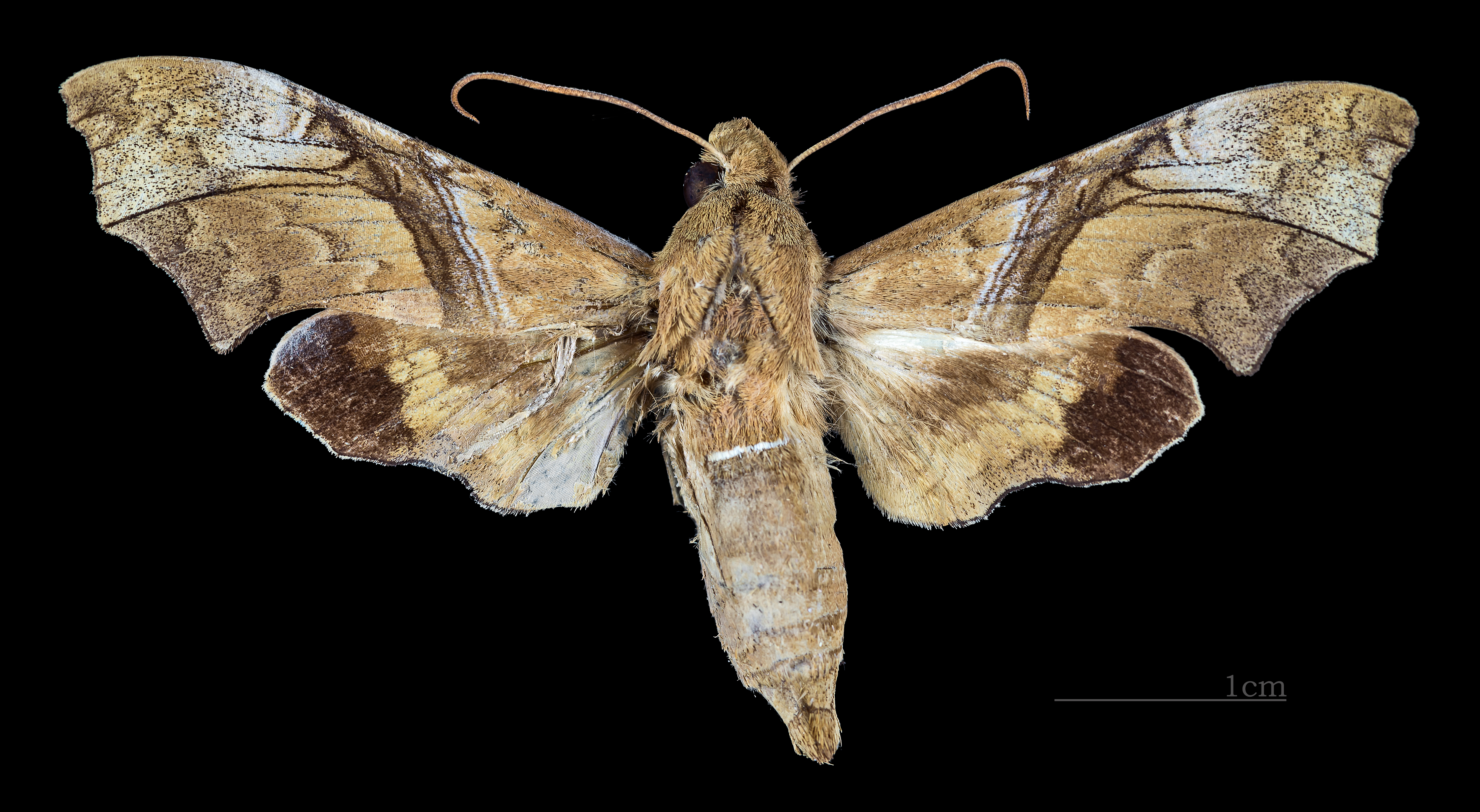
Aleuron iphis ♀
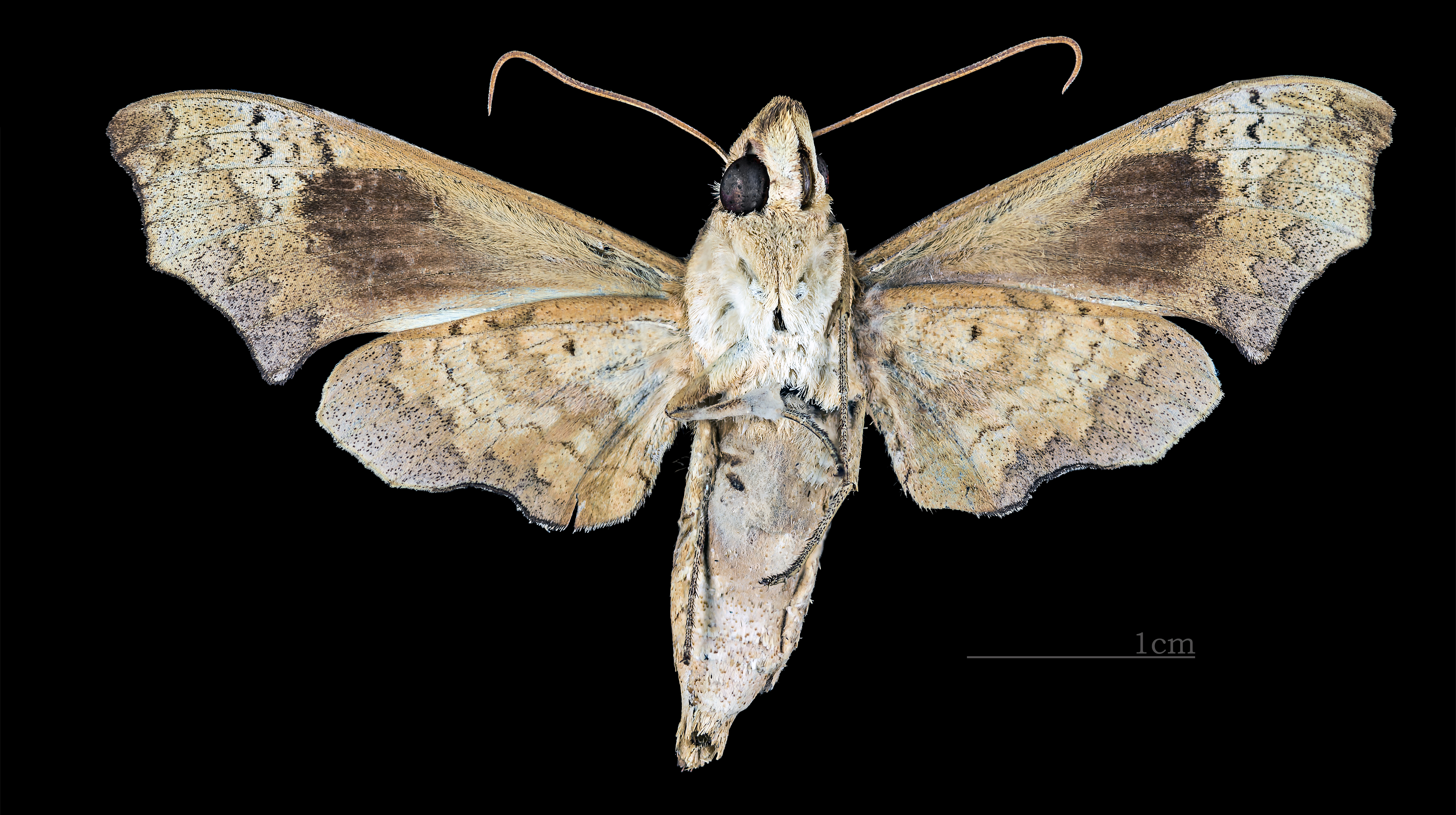
Aleuron iphis ♀ △